# Stephen Weiss
Stephen Weiss (* 3. April 1983 in Toronto, Ontario) ist ein ehemaliger kanadischer Eishockeyspieler. Der Center absolvierte zwischen 2002 und 2015 über 700 Spiele für die Florida Panthers und die Detroit Red Wings in der National Hockey League. Bei den Panthers, die ihn im NHL Entry Draft 2001 ausgewählt hatten, verbrachte er den Großteil seiner Karriere und hielt dort den Franchise-Rekord für die meisten Spiele.

## Karriere

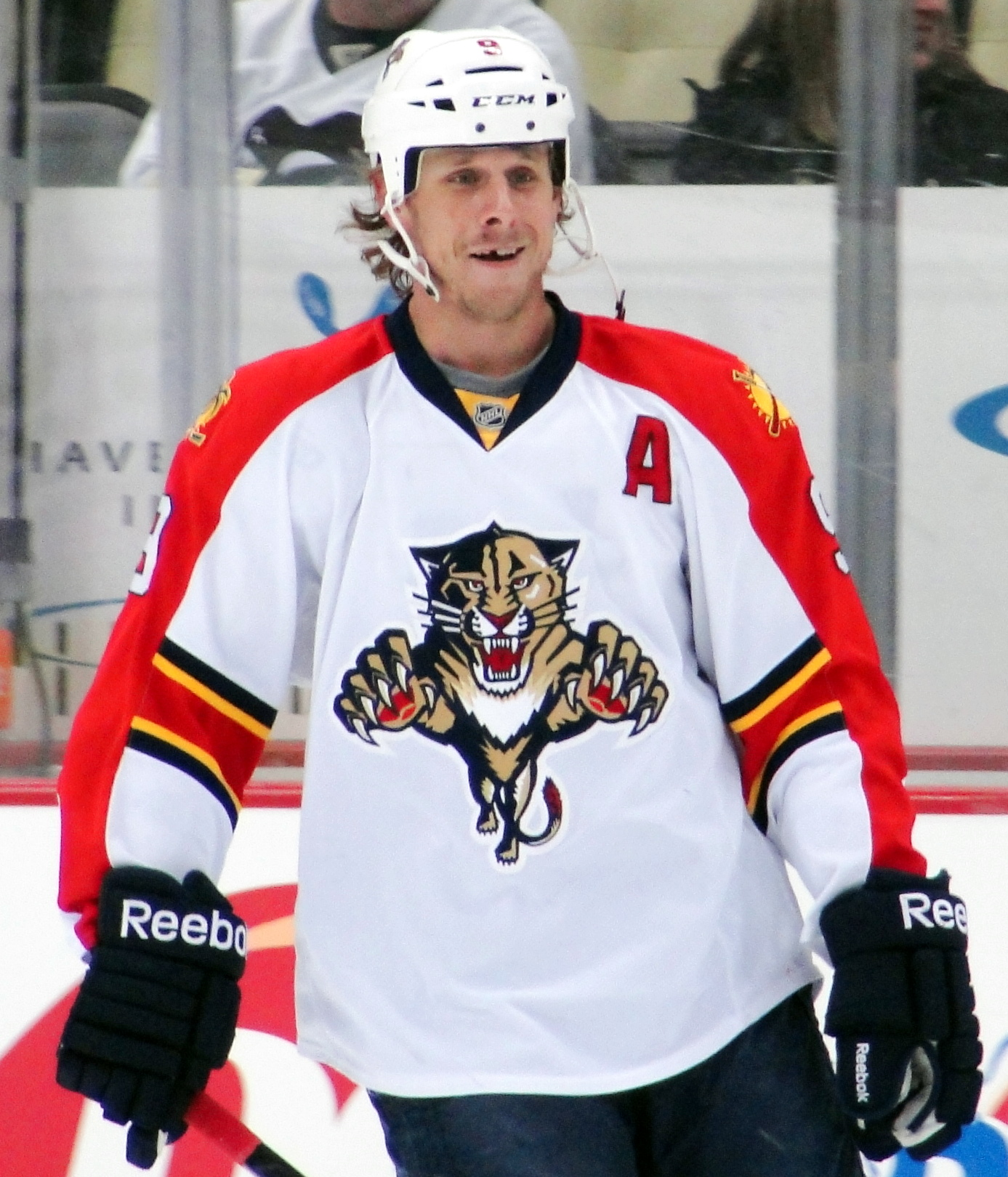
Weiss im Trikot der Florida Panthers (2012)

Der 1,80 m große Center begann seine Karriere in der Saison 1997/98 bei den Toronto Young Nationals in der Greater Toronto Hockey League. Im Anschluss folgte eine Spielzeit bei den North York Rangers in der Ontario Junior Hockey League. Ab 1999 spielte Weiss bei den Plymouth Whalers in der kanadischen Juniorenliga Ontario Hockey League. Der Stürmer absolvierte eine erfolgreiche Rookiesaison bei den Plymouth Whalers und beendete die reguläre Saison auf dem ersten Platz, wofür die Mannschaft mit der Hamilton Spectator Trophy ausgezeichnet wurde. Besonders in den Playoffs um den J. Ross Robertson Cup wusste der Angreifer zu überzeugen und bildete mit Justin Williams und Randy Fitzgerald eine Reihe, die 35 Playoff-tore erzielte. Allerdings scheiterte Weiss mit den Whalers in der Finalserie in sieben Begegnungen gegen die Barrie Colts. Zum Saisonende wurden seine Leistungen von der Ontario Hockey League mit der Aufnahme ins First All-Rookie Team, als einer der besten Neulinge des Jahres, der Liga gewürdigt. In der Saison 2000/01 war der Offensivakteur mit 87 Punkten in der regulären Saison der beste Scorer der Plymouth Whalers, mit denen er erneut die Finalspiele um den J. Ross Robertson Cup erreichte. Wie in der vorhergehenden Spielzeit blieb Weiss jedoch erfolglos und verlor mit seiner Mannschaft die Finalserie, diesmal gegen die Ottawa 67’s. Beim NHL Entry Draft 2001 wurde er in der ersten Runde an vierter Position von den Florida Panthers ausgewählt.
Seine ersten NHL-Spiele absolvierte der Linksschütze in der Saison 2001/02, ab der folgenden Spielzeit gehörte der Kanadier zum NHL-Stammkader der Panthers. Am 1. Februar 2003 nahm er am NHL YoungStars Game teil. Während der Spielzeit 2003/04 spielte Weiss zudem zehn Partien für die San Antonio Rampage, das damalige Farmteam der Panthers, in der American Hockey League, für die er auch während des NHL-Lockouts 2004/05 auf dem Eis stand und die ihn in dieser Saison für 36 Spiele an die Chicago Wolves ausliehen. Zur Saison 2005/06 kehrte Stephen Weiss in den Kader der Florida Panthers zurück. In jener Saison absolvierte er 41 NHL-Spiele, bevor ihn ein Bänderriss im linken Handgelenk für mehrere Monate außer Gefecht setzte. In der Saison 2008/09 schaffte es Weiss erstmals mehr als 50 Punkte in der NHL zu erzielen und beendete die reguläre Saison mit 61 Scorerpunkten. Im September 2009 wurde Weiss gemeinsam mit Cory Stillman zum Assistenzkapitän des Teams ernannt.
Im Juli 2013 unterzeichnete Weiss einen Fünfjahresvertrag im Gesamtwert von 24,5 Millionen US-Dollar bei den Detroit Red Wings. Das jährliche Durchschnittsgehalt belief sich demnach auf 4,9 Millionen US-Dollar. Bereits nach zwei Jahren, im Juni 2015, entschieden sich die Red Wings, ihn aus seinem Vertrag herauszukaufen (buy-out), um so mehr Spielraum im Salary Cap zu haben. Anschließend beendete Weiss seine aktive Karriere. Zu diesem Zeitpunkt war er mit 654 Einsätzen Rekordspieler der Florida Panthers, bevor er in dieser Kategorie in der Saison 2021/22 von Jonathan Huberdeau übertroffen wurde.
Weiss galt als schneller Skater mit guten Scorerfähigkeiten, der mannschaftsdienlich auftrat und auch über überdurchschnittliches Puck-Handling verfügte. Als Schwäche galt sein Defensivverhalten sowie das mangelnde körperliche Durchsetzungsvermögen gegen kräftigere Spieler.

### International
Weiss vertrat das Team Canada bei der U20-Junioren-Weltmeisterschaft 2002. Im Turnierverlauf kam er in sechs Begegnungen zum Einsatz und erzielte vier Punkte. Die Kanadier gewannen nach der Finalniederlage gegen Russland die Silbermedaille.

## Erfolge und Auszeichnungen
- 2000 OHL First All-Rookie Team
- 2001 Teilnahme am CHL Top Prospects Game
- 2003 Teilnahme am NHL YoungStars Game

### International
- 2000 Silbermedaille bei der World U-17 Hockey Challenge
- 2002 Silbermedaille bei der U20-Junioren-Weltmeisterschaft

## Karrierestatistik

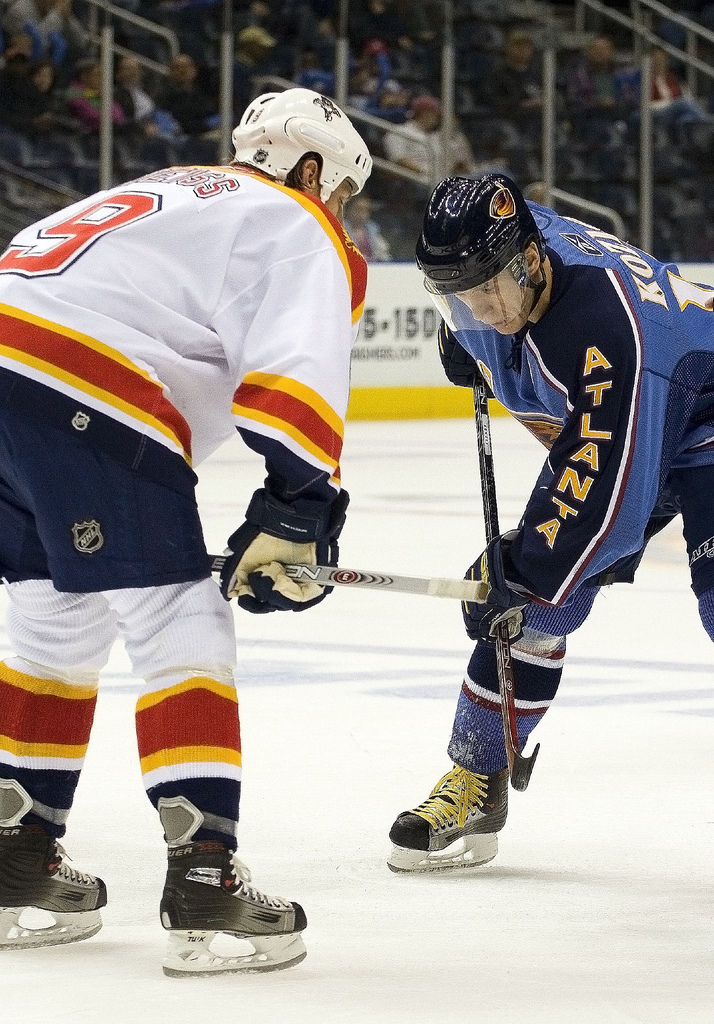
Stephen Weiss bei einem Bully gegen Wjatscheslaw Koslow

### International
Vertrat Kanada bei:
- World U-17 Hockey Challenge 2000
- U20-Junioren-Weltmeisterschaft 2002

(Legende zur Spielerstatistik: Sp oder GP = absolvierte Spiele; T oder G = erzielte Tore; V oder A = erzielte Assists; Pkt oder Pts = erzielte Scorerpunkte; SM oder PIM = erhaltene Strafminuten; +/− = Plus/Minus-Bilanz; PP = erzielte Überzahltore; SH = erzielte Unterzahltore; GW = erzielte Siegtore; 1 Play-downs/Relegation; Kursiv: Statistik nicht vollständig)